# Союз МС-29
Союз МС-29 (№ 760) — российский транспортный пилотируемый космический корабль, запуск которого к Международной космической станции запланирован на июнь 2026 года. Запуск корабля планируется с помощью ракеты-носителя «Союз-2.1а» со стартовой площадки № 31 космодрома Байконур. Во время полёта на МКС планируется доставить участников космических экспедиций МКС-75.

## Экипаж
| Космонавт             | Должность                 | № полёта        | Организация     |
| Основной экипаж       | Основной экипаж           | Основной экипаж | Основной экипаж |
| --------------------- | ------------------------- | --------------- | --------------- |
| Пётр Дубров           | Командир ТПК «Союз МС»    | 2               | Роскосмос       |
| Анна Кикина           | Бортинженер ТПК «Союз МС» | 2               | Роскосмос       |
| Анил Менон Самойленко | Бортинженер ТПК «Союз МС» | 1               | НАСА            |

### История формирования экипажа
21 августа 2024 года Межведомственная комиссия по отбору космонавтов утвердила основной и дублирующий экипаж экспедиции МКС-75 со стартом на корабле «Союз МС-29». В основной экипаж вошли космонавты Роскосмоса Пётр Дубров (командир), Сергей Корсаков и Анна Кикина.
7 февраля 2025 года появилась информация о назначении бортинженером-1 в основной экипаж корабля «Союз МС-29» и космической экспедиции МКС-75 космонавта Роскосмоса Анны Кикиной, а вместо космонавта Роскосмоса Сергея Корсакова — астронавта НАСА Анила Менона Самойленко.